# Landskrona stad
Denna artikel handlar om den tidigare kommunen Landskrona stad. För orten se Landskrona, för dagens kommun, som även den ibland omnämns Landskrona stad, se Landskrona kommun.
Landskrona stad var en stad och kommun i Malmöhus län.

## Administrativ historik
Erik av Pommern gav staden stadsprivilegier 1413.
Staden blev en egen kommun, enligt Förordning om kommunalstyrelse i stad (SFS 1862:14) från och med den 1 januari 1863, då Sveriges kommunsystem infördes. Staden inkorporerade 1959 Sankt Ibbs landskommun, 1967 Saxtorps och Annelövs församlingar ur Dösjebro landskommun samt 1969 Tofta församling och Asmundtorps församling ur Rönneberga landskommun. 1971 gick staden upp i den då nybildade Landskrona kommun.
Staden hade fram till 1 juli 1967 egen jurisdiktion med magistrat och rådhusrätt. Därefter ingick Landskrona i Landskrona domsagas tingslag som 1971 ombildades till Landskrona domsaga.
I kyrkligt hänseende hörde staden före sammanslagningar till Landskrona församling.

### Sockenkod
När det gäller registrerade fornfynd med mera återfinns staden inom ett område definierat av sockenkod 1291 som motsvarar den omfattning staden hade kring 1950.

## Stadsvapnet
Blasonering:
- Sköld: kvadrerad: I. i blått fält en kunglig krona av guld; II. i fält av silver ett rött krönt lejon, hållande i högra framtassen ett rött svärd och i den vänstra en grön palmkvist; III. i fält av silver ett åt vänster mellan två röda pelare seglande rött skepp på en av en vågskura bildad stam, fyra gånger av vågskuror delad av blått och silver; IV. i blått fält ett ymnighetshorn av guld. Skölden är krönt med en öppen krona av guld, prydd med pärlor och ädla stenar.
- Sköldhållare: till höger Prudentia av silver, hållande i högra handen en orm och i den vänstra en spegel, båda av guld; till vänster Justitia av silver med en ögonbindel av guld, hållande i högra handen ett svärd och i den vänstra en våg, båda av guld. Postament av guld.
- Förutom det fullständiga vapnet med sköldhållare och postament, må skölden även brukas med eller utan krona.

Landskrona kommunvapen fastställdes 1953 och registrerades hos PRV 1974. Vapnet avbildas första gången i ett brev (1663) från änkedrottning Hedvig Eleonora. 

Landskronas stadsvapen som sköld

## Geografi
Landskrona stad omfattade den 1 januari 1952 en areal av 10,95 km², varav 10,81 km² land.

### Tätorter i staden 1960
I Landskrona stad fanns tätorten Landskrona, som  den 1 november 1960 hade 28 287 invånare. Tätortsgraden i staden var då 98,2 procent.

## Politik

### Mandatfördelning i valen 1919–1966
| 22 | 6 | 12 |

| 38 |

| 22 | 5 | 13 |

| 40 |

| 23 | 4 | 13 |

| 39 |

| 23 | 2 | 15 |

| 39 |

| 26 | 14 |

| 39 |

| 29 | 11 |

| 39 |

| 30 | 6 | 4 |

| 38 |

|  | 29 | 4 | 6 |

| 37 |

| 3 | 27 | 4 | 6 |

| 35 |

| 27 | 8 | 5 |

| 36 |

|  | 26 | 6 | 7 |

| 36 |

| 26 | 4 | 10 |

| 35 |

| 27 |  | 5 | 7 |

| 35 |

| 2 | 27 | 3 | 6 |  | 6 |

| 40 |